# Callophrys affinis
Espèce
Callophrys affinis est une espèce de lépidoptères (papillons) de la famille des Lycaenidae, de la sous-famille des Theclinae, du genre Callophrys.

## Dénomination
Callophrys affinis a été nommé par William Henry Edwards en 1862.
Synonyme : Thecla affinis Edwards, 1862;

### Noms vernaculaires
Il se nomme en anglais Immaculate Green Hairstreak ou Western Green Hairstreak et Callophrys affinis apama Canyon Green Hairstreak,.

### Sous-espèces
- Callophrys affinis  affinis
- Callophrys affinis albipalpus Gorelick, 2005[3]
- Callophrys affinis apama (W.H.Edwards, 1882) présent aussi au Mexique[4],[5].
- Callophrys affinis chapmani Gorelick, 2005[3].
- Callophrys affinis washingtonia Clench, 1944 ;le seul présent au Canada[1].

## Description
Ce petit papillon d'une envergure de 20 à 30 mm présente un dessus gris suffusé de marron variant du gris au marron cuivré.
Le verso est vert jaunâtre et la ligne blanche mediodiscale caractéristique du genre est peu visible ou absente,.

### Chenille
La chenille de couleur verte ou rouge, est ornementée de stries sur chaque segment et d'une ligne dorsale blanche.

## Biologie

### Période de vol et hivernation
C'est la chrysalide qui hiverne.
Callophrys affinis vole en une génération, entre février et juillet suivant son lieu de résidence, de mars à mi-juin au Canada,.

### Plantes hôtes
Les plantes hôtes de sa chenille sont des Eriogonum dont Eriogonum heracleoides et Eriogonum umbellatum.

## Écologie et distribution
Callophrys affinis est présent en Amérique du Nord dans le sud de la Colombie-Britannique au Canada et dans tout l'ouest des États-Unis à partir du Montana, du Wyoming, du Colorado et du Nouveau-Mexique et au nord-ouest du Mexique.

### Biotope
Il réside dans les zones où pousse l'armoise, la plante hôte de sa chenille.

### Protection
Pas de statut de protection particulier.

### Liens taxonomiques
- (en) Tree of Life Web Project : Callophrys affinis
- (en) Catalogue of Life : Callophrys affinis (Edwards, 1862) (consulté le 19 décembre 2020)
- (fr + en) ITIS : Callophrys affinis  (W. H. Edwards, 1862)
- (en) NCBI : Callophrys affinis (taxons inclus)